# Марга (Мехединци)
Марга (рум. Marga) насеље је у Румунији у округу Мехединци у општини Годеану. Oпштина се налази на надморској висини од 580 m.

## Становништво
Према подацима из 2002. године у насељу је живело 108 становника, од којих су сви румунске националности.